# Nationale 1 1982-1983
La Nationale 1 1982-1983 è stata la 61ª edizione del massimo campionato francese di pallacanestro maschile. La vittoria finale è stata ad appannaggio del CSP Limoges.

## Risultati

### Stagione regolare
|     | Squadra           | G  | V  | N | P  | PF | PS | P.ti | Qualificazione            |
| --- | ----------------- | -- | -- | - | -- | -- | -- | ---- | ------------------------- |
| 1.  | CSP Limoges       | 26 | 22 | 0 | 4  |    |    | 70   |                           |
| 2.  | SCM Le Mans       | 26 | 19 | 2 | 5  |    |    | 66   |                           |
| 3.  | Olympique Antibes | 26 | 17 | 2 | 7  |    |    | 62   |                           |
| 4.  | Orthez            | 26 | 17 | 2 | 7  |    |    | 62   |                           |
| 5.  | Tours             | 26 | 15 | 2 | 9  |    |    | 58   |                           |
| 6.  | ASVEL             | 26 | 15 | 0 | 11 |    |    | 56   |                           |
| 7.  | Caen              | 26 | 13 | 1 | 12 |    |    | 53   |                           |
| 8.  | Avignone          | 26 | 12 | 2 | 12 |    |    | 52   |                           |
| 9.  | Stade français    | 26 | 10 | 4 | 12 |    |    | 50   |                           |
| 10. | Monaco            | 26 | 11 | 0 | 15 |    |    | 48   |                           |
| 11. | Reims             | 26 | 8  | 0 | 18 |    |    | 42   |                           |
| 12. | Vichy             | 26 | 6  | 0 | 20 |    |    | 38   |                           |
| 13. | Mulhouse          | 26 | 5  | 0 | 21 |    |    | 36   | retrocesse in Nationale 2 |
| 14. | Nizza             | 26 | 4  | 1 | 21 |    |    | 35   | retrocesse in Nationale 2 |

| Nationale 1 1982-1983 |
| --------------------- |
| CSP Limoges 1º titolo |

## Formazione vincitrice
| N° | Naz.                   | Ruolo | Sportivo            |  | Alt. |  |
| -- | ---------------------- | ----- | ------------------- |  | ---- |  |
| 5  | Francia (bandiera)     | P     | Jean-Michel Sénégal |  | 184  |  |
| 6  | Stati Uniti (bandiera) | AG    | Glenn Mosley        |  | 203  |  |
| 7  | Francia (bandiera)     | G     | Richard Dacoury     |  | 195  |  |
| 8  | Stati Uniti (bandiera) | AP    | Ed Murphy           |  | 193  |  |
| 9  | Francia (bandiera)     | A     | Didier Dobbels      |  | 196  |  |
| 10 | Francia (bandiera)     | C     | Apollo Faye         |  | 208  |  |
| 11 | Senegal (bandiera)     | P     | Mathieu Faye        |  | 187  |  |
| 13 | Francia (bandiera)     | P     | Didier Rose         |  | 185  |  |
| 14 | Francia (bandiera)     | P     | Éric Narbonne       |  |      |  |
| 15 | Francia (bandiera)     | AG    | Jean-Luc Deganis    |  | 204  |  |
|    | Francia (bandiera)     | All.  | André Buffière      |  |      |  |

## Premi e riconoscimenti
- MVP francese:  Philip Szanyiel, ASVEL
- MVP straniero:  Ed Murphy, CSP Limoges
- Giocatore rivelazione:  Valéry Demory, Stade français